# Platambus satoi
Platambus satoi är en skalbaggsart som beskrevs av Michel Brancucci 1982. Platambus satoi ingår i släktet Platambus och familjen dykare. Inga underarter finns listade i Catalogue of Life.